# Luborzyca
Luborzyca is een plaats in het Poolse district Krakowski, woiwodschap Klein-Polen. De plaats maakt deel uit van de gemeente Kocmyrzów-Luborzyca en telt 590 inwoners.